# Harmonie St. Aemiliaan Bleijerheide
Harmonie St. Aemiliaan Bleijerheide is een harmonie sinds 1901 te Bleijerheide in Kerkrade.
De vereniging werd opgericht in juli 1901 en in 1906 kreeg zij haar eerste vaandel. Zij mag zich samen met Harmonie "St. Pancratius", Nulland, medeoprichter van het Wereldmuziekconcours noemen dat dan nog Internationaal Muziekfestival heet. De harmonie richt in 1963 een tirolerkapel op onder de naam de Wurmtaler Musikanten. Dit gebeurt onder leiding van Jo Handels.
Harmonie St. Aemiliaan vierde in het jaar 2001 haar honderdjarig bestaan en tijdens dit feest ontving men van Koningin Beatrix als onderscheiding "de Koninklijke Erepenning". Tevens werd er een kroniek uitgegeven die "honderd jaar Aemiliaan" prachtig illustreert.
Tijdens het bondsconcours van 2005 namen zij voor de eerste keer deel te nemen in de hoogste divisie, de concertdivisie. Dit was toegestaan omdat ze 4 keer achter elkaar een eerste prijs met lof in de superieure afdeling (nu 1e divisie) behaalde. Op 23 oktober behaalde zij het predicaat C met 93,5 punten. Dit aantal punten was goed voor de dagprijs en voor de titel "Landskampioen Concertdivisie 2005".
Anno 2008 is de harmonie uitgegroeid tot een orkest met ongeveer 80 muzikanten gevoed vanuit een jeugdorkest, leerlingenorkest en een drumband. De Aemiliaanstraat in Kerkrade is naar deze vereniging vernoemd.

## Voorzitters
- 2022 - heden Toon Deckers
- 2015 - 2022 Thei Iding
- 2010 - 2015 André Coumans
- 2004 - 2010 Jo Mijnes
- 1998 - 2004 Wim Bost
- 1980 - 1998 Joep Handels
- 1968 - 1980 Frans Pöttgens
- 1960 - 1968 J. Vanhouten
- 1960 - 1960 Jo Maassen
- 1941 - 1960 Math. Bindels
- 1926 - 1941 Wil. Laumen
- 1910 - 1926 Hendr. Thomas
- 1901 - 1910 Wilh. Engels

## Dirigenten
- 2016 - heden Txemi Etxebarria
- 2012 - 2016 Loek Smeijsters
- 2010 - 2011 Dirk De Caluwe[1]
- 1988 - 2010 Josef Suilen
- 1981 - 1988 Pieter Jansen
- 19xx - 19xx Harrie Ries
- 19xx - 19xx Pieter van Tilburg
- 19xx - 19xx J. Vliex
- 19xx - 19xx H. Sipers
- 19xx - 19xx Harrie Biessen
- 1941 - 19xx Matthieu Schmeets
- 1910 - 1941 Andre Schmeets
- 19xx - 19xx Egidius Gerards
- 19xx - 19xx Mathieu Gerards